# 王牌投手 振臂高揮角色列表
此列表記錄棒球漫畫作品《王牌投手 振臂高揮》的登場人物。
以下台灣配音員的名稱標是為：Animax版本/華視版本。

## 西浦高校相關人物

### 棒球部
- 三橋 廉／みはし れん／Ren Mihashi（CV：代永翼（日本）；鄭仁君／錢欣郁（台灣）；陳仕文（香港））

生日：5月17日  血型：AB型
身高／體重：165／52kg(入學時)->166.5cm(一年級夏季大賽)
家族構成：父、母
埼玉縣立西浦高等學校　1年9組
投手／右投・左打；背號1號
- - 球種：

一、快速球：入學的時候為101公里，夏季甲子園埼玉縣預選初回戰時為120公里，但此球速乃對戰校桐青高校選手目視而非實際測量，為三橋的特種球，比起一般選手的速球具有較長之軌道且進壘點較高，因而常導致打者揮棒落空，為其重要的對決球
二、曲球
三、滑球
四、Shoot ball
五、彈指曲球
- - 角色背景

本作主角，群馬縣人，祖父為三星學園的經營者。由於父母親私奔結婚的關係，幼年時住在母親的家鄉埼玉縣，與應援團團長濱田為同在山岸庄長大的青梅竹馬，小學二年級後轉學回群馬縣。國中時借住於親戚家，就讀於三星學園並加入該校之棒球部，國中三年皆為該部的王牌投手，但因三年間一勝難求而遭隊友排擠忽視甚至可能偶有霸凌，在想揮別陰暗過去與重新開始的動機下「非常努力用功的讀書」而考上埼玉縣的西浦高校（該校門檻不高，其實只是三橋成績太差）。
中學時期被說成是靠關係當上學校棒球部的王牌投手，導致其他棒球部成員反感而在比賽中不願配合，使團隊三年來一勝難求，並造成了他極度缺乏自信的性格。面對來自他人（不論是稀鬆平常的日常招呼到較為大聲或含有肢體接觸）的互動常有受到驚嚇，如發抖、哭泣等的反應，這樣的態度呈現在待人接物上則是對自己的能力缺乏完全的認識並對自己各方面的評價過低，比賽當中遇到突發狀況，如暴投或被擊出全壘打則會將成因過度歸咎於自己，常須隊友引導提醒才能脫離那瞬間的低潮與慌亂，受到他人稱讚時亦不能坦然接受。對他人的提問、討論甚至只是單純對話也支支吾吾無法順暢得回答，常把性格較為急躁的搭檔阿部弄得心浮氣躁，加深溝通的困難。似乎只有面對家人和同學田島才能溝通。
- - 心理狀態

個性極為單純善良，對他人的好時時感懷於心，對隊友抱持絕對信賴，阿部對之有「不討厭任何人」的評價。
對投手的位置有著異常的執著，即使中學三年一勝難求，面對隊友的排擠與「把王牌的位置交給葉」的要求時亦不讓出投手丘，同樣的事也發生在夏季大會（通稱夏季甲子園）埼玉縣大會初戰（二回戰），體力透支與自信心即將崩潰的九局下半。其本人雖自覺「任性」，但阿部卻認為「對投手來說也是一項優點」並是心目中理想的王牌類型，因而幫助他成為西浦隊上的王牌。
在初戰對桐青高校獲勝後，開始有願意讓出投手丘的想法，而表態如果有必要不會再一個人硬撐投完整場比賽。副隊長榮口認為這是因為三橋已經逐漸在西浦高校棒球部肯定了自己的價值。認為無意識想要佔住投手丘的行為的原因就是以往隊友當三橋是透明人般的忽視，因為比賽也非得投手投出球才能繼續進行而能凸顯自己的存在所以才會寧可承受一切壓力、獨攬輸球責任也不願換人投球。
與濱田、泉及田島為同班同學，與田島是如兄弟般的好朋友，兩人之間獨特的溝通方式時常讓其他隊友難以理解；實際年齡大一歲的啦啦隊長濱田則是他小時候一起打棒球的玩伴。
認為隊上捕手阿部是能力極強的好搭檔，並認為只有在與他搭檔的狀況下自己才能成為好投手因而兩人間有著「三年間彼此都不受傷，也不生病」的約定。如此高度的信賴感卻因阿部急躁的個性與強勢的領導方式，再加上與速球派投手，榛名元希搭檔的過去，使三橋對之懷著敬畏並帶有高度的依賴感，無形中造成了兩人溝通間的障礙，兩人間常需藉由性情溫和的榮口與對三橋一言一行皆瞭若指掌的田島居中緩和才得以使對話順利進行，即使首戰獲得勝利，這個問題卻使投捕二人更加困擾。在三回戰面對崎玉高校，三橋雖然接受阿部保送該隊第五棒佐倉大地的指示，卻認為其原因是阿部覺得自己能力不足以壓制佐倉的打擊，賽後阿部雖然詳加解釋，卻反而使其對阿部更加敬畏。在埼玉縣大會五回戰對美丞大狹山高校，因為阿部的配球模式被對手徹底研究並靠著第四棒和田分別於第一及第九局的一發兩分打點及一發三分打點全壘打奠定勝基，終場西浦以十一比六敗北，夏季大會於全縣十六強止步。但也因為其於捕手阿部七局上半負傷退場，開啟三橋自立及認清自己在球隊當中重要性的契機，在與田島搭檔的過程當中，首度搖頭表達自己對配球上的不同意見。並於當晚到阿部家中探望時，兩人重新約定要一起變強，同時與田島一同將獲得甲子園優勝定為目標。
夏季大會準決勝戰與隊友一同觀戰，深受武藏野第一高校王牌投手榛名元希在投手丘的精采表現所鎮攝與激勵，賽後向阿部表示自己要成為一個球速與控球兼具的投手，阿部對此也表示認同。
暑期合宿時被小百枝教練有意的分配和阿部一起行動，互相找和對方相處的模式。在合宿完畢後，比以往更能完整的說完一句話去表達自己所想。和阿部相處也不再那麼容易受驚。
- - 棒球能力

一般的中學投手因控球能力不足又處於生長年紀體能變化大，是將好球帶割為四等份，也就是左上、左下、右上、右下。然而在社團招募簡單試投後時被有捕手經驗的阿部問到第一次接觸硬球的三橋「好球帶是怎麼劃分的」，三橋支支吾吾的說出他的好球帶是劃分為三格一組，也就是劃為｢九宮格｣，令在場的成員（包含有著無敵形象的百枝教練）大吃一驚。而此事亦被三星學園的叶證實，更說出讓當時不滿三橋的隊員頓時啞口無言的話：「在中學的各項比賽裡，三橋幾乎沒有投出過四壞球保送，僅有的一次是因為主審的非常偏激的好球帶審定判別才四壞球保送，其餘的出局數裡面每五個有三個是因揮棒落空遭到三振！」（言下之意是即便總是懷著不斷自責的心情，三橋的控球力是超乎一般水準的好，只不過是隊友將其視為理所當然而不自覺）讓國中曾經與三橋一起在場上比賽的三星隊員個個面有難色或滿臉羞愧(捕手)，說不出話來。
甲子園預賽即碰上前王者--桐青高校，然卻不畏懼，完投九局失4分(僅兩分自責)，送出１４張三振。最快球速121KM，幾乎鎮壓對方打線，奪下完投勝。
- 阿部隆也[3]／あべたかや／Takaya Abe（CV：中村悠一（日本）；吳文民／李景唐（台灣）；關信培（香港）)

生日：12月11日 血型：O型
身高／體重：170cm／55kg（入學時）->172cm(一年級夏季大賽)
家族構成：父、母、弟
埼玉縣立西浦高等學校　1年7組
副主將（副隊長）　主要捕手／右投・右打；背號2號
- - 角色背景

本作第二主角，與棒球部經理筱岡千代及二壘手榮口畢業自同一中學，並與榮口同樣是出身自SENIOR聯盟﹝同一地區，不同隊伍﹞的球員，因先看過西浦高校運動場地設施並對之感到滿意而進入該校就讀，現與花井、水谷及筱岡同在1年7組。
自小即是擔任捕手，中學一年級，初進入SENIOR聯盟時，由於尚未決定搭檔，被監督指定擔任同樣是剛加入的二年級生榛名元希練習時的捕手，榛名的球速雖快卻控球不佳，常把當時身材瘦小的阿部弄得傷痕累累，但自知「能接到榛名球的人即可成為正選」的他努力提昇自己各方面的能力，終於成為隊上唯一能與之搭檔的捕手並因此能以中學二年級之姿成為正選，從而與之搭檔直至引退。
- - 心態與成長

由於與榛名在觀念上的分歧，例如投手是否可以對捕手的暗號搖頭表示對配球的不同意見，而有過不少衝突，再加上無法原諒榛名那祇管自己不受傷，對比賽成敗與隊友感受漠不關心的態度，無形中養成了他希望投手完全聽命於自己的強勢領導風格，初遇三橋時即告訴他「我會讓你成為真正的王牌，但你得按我說的去做，拒絕暗號的投手我最討厭了」，百枝監督以「阿部君還不懂捕手」的話責備過，然而在體會到三橋長久以來的努力不懈並了解了中學三年都不受隊友認同的陰暗過去之後產生了「想為這傢伙做些什麼」的念頭，態度也從一開始的完全支配改為了全力支持，並因此對捕手一職有更加深刻的認識。
個性上較強勢且缺乏耐心，卻隨著相處而時常展現出細膩的情感、關懷以及對投手的高度配合。
在首次練習賽取勝後，因為三橋認為若能與其搭檔，便能發揮自己的投球實力，所以為使三橋能安心投球，便與其訂下「三年都不受傷也不生病，你投的比賽捕手都是我」的約定（激烈的硬式棒球活動中身為捕手要做到不受傷是個相當難辦到的約定）；不成熟的他強調了「(三橋)絕對不能對他的配球說不」這個限制（這會大幅限制投捕搭檔間的溝通，且責任都落在配球的捕手身上，並不是長久之計）。
在夏季大會期間，為了不使三橋因為受傷或生病而無法參賽，對其所從事的各項活動祭出諸多限制。另外，為了保留三橋的體力，更提出三回戰對崎玉高校取得「有效比賽」 的建議。
夏季大會首戰的對戰校桐青高校的捕手河合和己稱他是「壞心眼」，認為他很適合當捕手，該隊的監督更於比賽中多次肯定其冷靜的判斷。阿部對自己在配球方面的實力也有高度的自信，但因為不許三橋搖頭的關係，比賽當中偶有因為自己判斷失誤而導致失分的情形，此時的阿部相較於三橋則顯得比較缺乏韌性而容易受到打擊，但他似乎仍是全隊唯一能與監督平起平坐討論戰術的成員。面對三回戰的對手崎玉高校，為打擊對手士氣，提議於必要時整場比賽皆保送打擊率接近百分之百的第五棒佐倉大地，百枝監督在表示贊成的同時，也認為這並非高一學生會想出來的戰術。
始終對與三橋之間的溝通障礙感到十分困擾，雖然在隊友的協助與阿部自身的努力之下偶有進步，卻仍然無法找到問題的核心，而如此的命令服從關係也被五回戰的對戰校美丞大狹山高校教練仲澤呂佳徹底運用，在充分研究阿部的配球策略後加以攻克，第一局即靠著第四棒和田三分砲奠定勝基，之後雖然因著三橋的提醒而有所因應，而使對方攻勢略有減緩，但是七局上半為了接一壘手沖一記偏離的回傳球，與從三壘奔回本壘的美丞捕手倉田發生衝撞，導致膝蓋韌帶二度撕裂傷而提前退場，成為西浦敗北的重要關鍵，但也因此使三橋有獨立思考的機會。於場邊觀戰的過程中反省自己與三橋的相處模式，並在賽後三橋到家中探望時，因為其未能遵守不受傷的約定及不讓其搖頭等原因鄭重向三橋道歉。
暑假合宿期間，因為受傷無法參加訓練，及摸索與三橋的相處模式，加上自己認為是最差勁的投手榛名元希打進大會前四強，以致情緒一度陷入低潮。藉由準決勝戰觀戰的契機，目睹榛名的成長，並在對方道歉與致謝之後對SENIOR時期的不愉快經驗徹底釋懷。
- 花井 梓／はないあずさ／Azusa Hanai（CV：谷山紀章（日本）；劉傑／梁興昌（台灣））

生日；4月28日 血型：A型
身高／體重：181cm／67kg（入學時）
家族構成：祖母、父、母、妹、妹（雙胞胎）
埼玉縣立西浦高等學校　1年7組
主將 外野手（中外野、右外野）、投手、捕手／右投‧右打；背號9號
西浦高校棒球部外野手。入學的時候，因為無法認同女性監督而無意入部，但百枝監督展現其優秀的擊球能力及驚人握力，使花井有所動搖；之後，阿部為了增加三橋的自信，向花井提出「三個打席決勝負」的挑戰，他的打擊在三橋精準控球及阿部靈活配球之下受到壓制，於是願意入部。在對三星學園的練習賽之後，更在全體社員共同推選之下，成為棒球部主將，且任職三年。
與捕手阿部，三壘手田島被百枝監督認為是棒球部招收到的優秀球員，並認為以他的身體素質，在任何學校的棒球部都能進入一軍。另外，其傳球的臂力也深獲桐青高校捕手河合的肯定。
夏季大會首戰對決桐青高校，比賽進行到九局下半，西浦以五比四一分領先，輪到桐青高校的進攻，在一出局一壘有跑者的情況下，因為游擊手發生傳球失誤，造成一出局跑者分佔一、三壘的局面，此時花井對已經筋疲力竭的投手三橋喊出「剩下的交給我們，你只要投出最好的球就可以，你投的球我們都不會有怨言」的話鼓勵他。之後輪到桐青高校第四棒青木毅彥的打擊，在隊友泉孝介美技接殺原本可能形成安打的外野飛球之後，他精準地將球回傳至本壘，幫助捕手觸殺從三壘跑向本壘的桐青第一棒真柴迅，使對方的進攻以雙殺作收並結束比賽，終場西浦高校就以五比四一分利剋桐青，贏得夏季大會與硬式棒球部成立之後正式比賽的首勝。
在三回戰對崎玉高校的比賽中，因為田島受傷及百枝監督的刻意安排之下而首度擔綱第四棒，在五局結束前雖然可以貢獻打點，卻未能擊出任何安打，經過一連串辛苦的思索之後，終於在七局上半擊出帶有兩分打點的三壘安打，讓西浦高校如願取得有效比賽，雖然他仍然認為自己難以超越攻守表現全方位的田島，但是已經產生與其競爭的想法。
隨著夏季大會的進行，擊球手感逐漸加溫，打擊率也漸次提升，五回戰當中更有五次打擊，四打數二安打一打點的表現。五回戰敗退後，重新凝聚全隊意志，最後以甲子園優勝作為全隊目標；同時因為阿部受傷，被百枝監督任命為田島的替補捕手。
- 田島悠一郎／たじまゆういちろう／Yuuichirou Tajima（CV：下野紘（日本）；何志威／蔣鐵城（台灣）；黎景全（香港））

生日；10月16日  血型：B型
身高／體重：164cm／53kg（入學時）
家族構成：曾祖父、曾祖母、祖父、祖母、父、母、兄、義姊、姊、姊、兄
埼玉縣立西浦高等學校　1年9組
三壘手兼捕手／右投・左打；背號5號
擔任西浦高校棒球部三壘手第四棒，腳程快，打擊與守備能力均十分優秀的天才型打者，似乎沒有一種球路能完全壓制他，田島也自稱「比賽中沒有我打不到的球」，對自己的打擊能力充滿自信，但是受到身高上的限制而比較缺乏長打能力，因此必須在壘上有人的情況下才能打回打點。
體能測驗的成績為全校之冠。具有驚人的瞬間視力，曾經在合宿(集訓)中以7.9秒的高速指出隨意排序的25個數字。因為其擔任三壘手，具有堅強的臂力，對三橋的變化球能確實接到，加上能在關鍵時刻安撫心神不寧的三橋，故被百枝監督指定為阿部的替補捕手。
BOYS聯盟(與SENIOR聯盟一樣，都是日本硬式棒球的少年棒球聯盟)出身，具有擔任名門球隊「荒川-布姆林斯」第四棒的經歷。百枝監督認為他具有其他隊友難以望其項背運動天賦，無論到哪一個球隊都能成為明星球員。中學畢業的時候，雖然附近的高校以學雜費全免為誘因邀請他入學，但是因為小時候曾祖父突然生病送醫，田島被慌亂的家人遺忘在家中的可怕經驗，於是為了能在第一時間知道家中的突發狀況，故選擇騎車祇須一分鐘便可到達的西浦高校就讀。
個性天真瀾漫，不拘小節，可以說是投手三橋在棒球部的最佳隊友，能充分了解三橋的想法並解讀其肢體語言，因此在三橋與阿部溝通上發生困難的時候可以適時提供協助，化解雙方誤會。十分照顧三橋，和他們同班的外野手泉甚至認為，如果三橋有哥哥的話，看到田島如此照顧三橋，「大概會哭的吧」。
比賽當中會仔細觀察隊方投手的投球動作及守備佈陣，在進攻方面想出相應的策略，夏季大會首戰對決桐青高校，田島綜合賽前所收集的錄影資料與比賽中觀察的結果，準確掌握了桐青高校投手高瀨準太投球動作，在適當的時機向隊友做出盜壘的指示，使西浦高校的進攻，於攻佔一壘後能在不產生出局數的情況下攻佔得點圈。在比賽的關鍵時刻，田島也展現他優異的心理素質，為球隊打下追平甚至超前的打點。對桐青高校之戰，比賽進行到九局上半，雙方比數三比四，西浦落後桐青一分，最後的進攻機會二出局二、三壘有跑者，投手球數兩好一壞，面對投手高瀨的伸卡球，田島利用揮棒時所產生了離心力，擊出越過外野防線的二壘安打，比數形成五比四，西浦高校反以一分超前，並於守住九局下之後獲得夏季大會首勝。但也因此導致其右手受傷，因次三回戰時改打第一棒並改守一壘，每次打擊均使用觸擊短打，但是仍然維持優異的打擊率及上壘率，由於對方在比賽後半段發現其可能因為受傷而無法傳球，並採取相應的打擊策略而形成西浦高校的守備壓力，但是他仍然能獨立完成一壘前的刺殺，再度展現其過人的運動天賦。
五回戰當中領先全隊觀察對方守備佈陣而變更打擊方式以改變球的落點；阿部負傷退場後，首度在正式比賽中與三橋組成投補搭檔，但卻對配球的任務感到困擾，無法專心打擊。在百枝監督的暗號被識破後，開始承擔配球的責任並在三橋的協助下完成該場比賽的守備工作。賽後，與全隊一同以甲子園優勝為目標，並期望在阿部傷癒歸隊前，自己能擔負起捕手的任務。
- 沖 一利／おきかずとし（CV：佐藤雄大（日本）；何志威（台灣））

生日：7月20日  血型：A型
身高／體重：172cm／60kg（入學時）
家族構成：祖父、祖母、父、母、姊
埼玉縣立西浦高等學校　1年3組
位置：一壘手兼投手／左投・左打；背號3號
西浦高校棒球部唯一的左撇子，雖然中學三年級之後就成為專職一壘手，但是仍然在對三星學園的練習賽結束後，和主將花井一起被百枝監督委以候補投手的任務。
夏季大會首戰對桐青高校，比賽進行至九局下半，面對已經筋疲力竭的投手三橋，捕手阿部為激發其鬥志，要求三橋「如果不能投就將投手丘讓給沖或花井」，當時擔任一壘手的沖感受到自己並無自信面對如此的場面，因此對於同樣沒有自信卻重新站上投手丘的三橋有著「投球上癮」的想法。
於全隊前往觀看崎玉高校對岩槻西高校的比賽時，爲首位對阿部提出降低平時說話音量的忠告，認為其與三橋皆會被其無意間的大嗓門嚇到，只是三橋不敢直言而已，此項建議讓三橋與阿部之間的溝通困境稍獲改善。
五回戰進行至七局上半，美丞大狹山高校進攻，一出局一、三壘有跑者，沖接到打者擊出的內野滾地球，情急之下回傳本壘時發生失誤，導致阿部與從三壘奔回本壘的倉田岳史發生衝撞，阿部因傷提前退場。
- 榮口勇人／栄口勇人／さかえぐちゆうと／Yuuto Sakaeguchi（CV：鈴木千尋（日本）；林谷珍／劉凱寧（台灣））

生日：6月8日  血型：O型
身高／體重：169cm／54kg（入學時）
家族構成：父、姊、弟
埼玉縣立西浦高等學校　1年1組
位置：二壘手／右投・右打；背號4號
西浦高校棒球部副主將（副隊長），跟捕手阿部同樣出身SENIOR聯盟(屬於同一區域的不同球隊)，同時也是中學同校的同學。
個性十分溫和，相當照顧投手三橋，對其想法以及肢體語言的掌握度很高，因此經常成為三橋與阿部之間溝通的橋樑之一。在對三星學園的練習賽之後，與阿部一同被花井任命為副主將，並請榮口擔負起內野守備的中心角色。
遇到重要的事件(如聯考)或場合(如夏季大會前的抽選會)的時候容易緊張，會出現「神經性下痢」的現象，阿部多次因此取笑他。
通常打第二棒，短打的功夫可謂十分扎實，因此在進攻時經常擔負起助攻(將壘上跑者往前推進一個壘包)與強迫取分的任務，基於上述原因，對手對榮口的打擊習性所知有限。五回戰中，對美丞大狹山高校擊出二支安打，並攻下西浦高校的第一分。
- 巢山尚治／巣山尚治／すやま しょうじ（CV：保村真（日本））

身高／體重：175cm／64kg（入學時）
生日：4月6日   血型：A型
家族構成：祖母・父・母・兄・弟
埼玉縣立西浦高等學校　1年1組
游擊手、三壘手／右投・右打；背號6號
在棒球部經常擔任中心打者的第三棒，是一位攻擊與守備表現很穩定的選手。
夏季大會首戰，比賽進行至九局上半，西浦高校的進攻，無人出局跑者分佔一、二壘，第二棒榮口接獲監督「以犧牲短打將跑者推進至二、三壘」的指示，巢山適時地將自己觀察對方投手的心得告訴榮口，並為他打氣，使其能成功執行戰術。在九局下半，桐青高校進攻，一出局一壘有跑者，輪到第三棒島崎慎吾的打擊，雖然巢山在三壘手田島之後補位而接到打者擊出的內野滾地球，卻在傳球時發生失誤，造成一出局跑者攻佔一、三壘的緊張局面。
非常討厭吃「蛋白質」（口服膠原蛋白），中學時就已經下定決心不再食用，但在監督軟硬兼施之下只好勉強接受。
- 水谷文貴／みずたにふみき（CV：角研一郎（日本）；林谷珍／蔣鐵城（台灣））

生日：1月4日 血型：B型
身高／體重：172cm／57kg（入學時）
家族構成：父、母、姊
埼玉縣立西浦高等學校　1年7組
二壘手、左外野手／右投・右打；背號7號
與捕手阿部、外野手花井及經理筱岡是同班同學，對同班篠岡似乎有好感。
對三星學園的練習比賽，進行到七局下半三星學園的進攻，輪到第三棒打擊時，水谷面對一記十分平凡的外野飛球，因為判斷失誤未能接殺，不但使阿部原本期望的完全比賽化為烏有，更開啟了三星學園一個三分的大局。
夏季大會初回戰對桐青高校，於八局上半西浦以二比三一分落後時，擊出關鍵安打，一度將比數追平。三回戰時，棒次改至第八棒，再五回戰中同樣打第八棒，擊出一支帶有一分打點的安打。
- 泉 孝介／いずみこうすけ（CV：福山潤（日本）；吳文民／石采薇（台灣））

生日：11月29日 血型：O型
身高／體重：168cm／55kg（入學時）
家族構成：父、母、兄
埼玉縣立西浦高等學校　1年9組 　
外野手（右外野手・中外野手）／右投・兩打（即左右開弓）；背號8號
與投手三橋、三壘手田島及應援團團長濱田是同班同學，同時也是濱田在中學棒球部的後輩。相較於三橋與田島有時比較孩子氣的言行，泉就顯得理性而穩重，面對他們兩人難以為外人接受理解的對話與互動，總是能以悠閒自適的態度面對。對於中學時期的前輩濱田無視於自己的運動傷害仍持續打棒球，則是感到十分無奈。
是左右開弓的打者，打擊率很高，他慣有的悠閒自適使他能快速適應對方投捕在配球上的改變。很能勝任外野的守備工作。夏季大會首戰進行到九局下半，因為泉成功撲接桐青高校四棒青木毅彥可能形成安打的外野飛球，加上之後花井精準的轉傳，完成雙殺守備，終場西浦以五比四一分險勝桐青。
三回戰對崎玉高校，由於田島受傷改打第一棒，泉被調至第三棒，並改守三壘，在第一局下半一出局二壘有跑者的情況下，擊出三壘安打，使田島得以跑回西浦的第一分。五回戰調回第一棒，仍有四打數兩安打的演出，不但充分扮演開路先鋒的角色，更能於得點圈有跑者時攻下分數。
- 西廣辰太郎／西広辰太郎／にしひろしんたろう（CV：木村良平（日本）；林美秀（台灣））

生日：2月10日 血型：O型
身高／體重：170cm／60kg（入學時）
家族構成：祖父、祖母、父、母、妹
埼玉縣立西浦高等學校　1年3組
候補選手（左外野手）／右投・右打；背號10號
相較於其他棒球部的隊友，西廣在技術上似乎是初學者，因此通常在選手席擔任監督的傳令工作或在三壘側擔任跑壘指導員。
被暱稱為「西廣老師」，是一位不需要為考試而特別加強課業的強者，因此在接近考試的時候，義務為其他隊友(尤其是投手三橋及三壘手田島)補習功課。
五回戰中因阿部傷退而首度上場打擊，並鎮守左外野，兩打數均無功而返，成為西浦高校此役最後一位出局者。為此，其信心略受打擊，但更激發其努力鍛鍊的心志。
- 百枝麻里亞／百枝まりあ／ももえまりあ（CV：早水理沙（日本）；石采薇（台灣）；郭碧珍（香港））

生日：4月18日 23歲 血型：B型
身高／體重：163cm／ 體重不明
家族構成：祖母、父、母、弟
監督／左投・左打（軟式）
西浦高校棒球部監督，是該校軟式棒球部時期的畢業生。幼時曾參加世界少棒聯盟（Little League Baseball，簡稱LLB）的地區性的少棒聯盟，高校時是硬式棒球部的經理，在責任教師不懂棒球且社員人數不多的情形之下，負起制定練習計畫的任務，並擔任練習時的打擊投手和打擊手，因此練就其優秀的棒球能力，各項技術也很熟練。春假期間為志賀老師所託開始帶領剛轉型的硬式棒球部。
對棒球運動(尤其高中棒球)滿懷熱情，不惜以打工的方式支付自己的生活費與棒球部的各項開銷。領導能力強，對球員的心理掌握度很高，能針對不同的球員施以適當的引導，棒球部成員在她的引導之下都有所成長。球員們暱稱她「モモカン」，中文有譯為「小百監督」。
有著讓球員們又敬又畏的握力，能徒手榨橘子汁。給選手的訓練量很大，但是因為能輔以有趣的形式，佐以適當的心理學「拐騙利誘」營造自主氣氛，外加能針對每個人的實力與需要引導，因此能讓成員快樂且信服地接受。
比賽中戰術的運用上較為傳統，在壘上有人的情形之下常常採用犧牲觸擊以推進跑者，不論是打擊與守備均會一一給予選手暗號指示。五回戰進行至九局上半，其配球暗號為對方徹底研究而破解。
暑假合宿期間，為了讓三橋與阿部這對投浦搭檔磨合出最佳的相處模式，要求兩人一同為全隊準備早餐，三橋需陪同阿部到醫院複診及進行訓練。
發現合宿集訓中的男孩子們能無所顧忌大方討論成人書刊、性幻想、自慰、未來女友等私敏話題而相當開心，因為成員彼此能和這樣的夥伴一起努力即使接下來目標甲子園勝利的訓練再辛苦也能堅持下去，認為集中訓練就是要讓鍛鍊變成一種樂趣，而不會反而因為是被迫訓練而事倍功半。
- 志賀剛司／しがつよし（CV：室園丈裕（日本）；劉傑／梁興昌（台灣））

生日：11月26日 血型：A型
身高體重：180cm／79kg
家族構成：妻、兒子女兒各一
埼玉縣立西浦高等學校教師(數學) ／棒球部責任教師
棒球部的責任老師，請百枝回母校擔任監督，雖然本人對棒球技術不甚了解，但是從閱讀各種期刊與參加講習會當中獲得不少心理訓練方面的知識，並且用淺顯易懂的方式教授並訓練球員。
- 篠岡千代／篠岡千代／しのおかちよ（CV：福圓美里（日本）；林美秀／劉凱寧（台灣））

生日：3月25日 血型：AB型
身高／體重：154cm／42kg
家族構成：祖母、父、母、妹
埼玉縣立西浦高等學校　1年7組
游擊手／右投・右打（中學時代壘球）
西浦高校棒球部的經理，中學時打過壘球，擔任游擊手並且有很好的技術，由於憧憬高中棒球，故加入棒球部成為經理。
個性明亮溫和，對棒球部的事務十分投入，在夏季大會之前，她犧牲自己的睡眠時間鉅細靡遺地整理了首戰的對手桐青高校的資料，對戰術的擬定助益甚多，是西浦能獲得夏季大會首勝的幕後功臣。在每次的集訓中，也能深刻的協同志賀老師為了團隊預先準備各項包含每日均衡的六餐飲食等重要後勤工作。
與榮口和阿部從同一個中學畢業，現與花井、水谷及阿部同在1年7組。喜歡同班的副隊長阿部，但這份心意卻因為擔心球隊氣氛可能因此被破壞而沒有表達。
針對隊長花井詢問各人心中接下來的團隊目標時，即便時間點是五回戰才剛嚐首敗給美丞大峽山後正捕手阿部膝蓋負傷狀況當天，也能相當有自信的以「甲子園」作為回答。

### 應援團
- 濱田良郎／浜田良郎／はまだよしろう(CV：私市淳（日本）；劉傑／梁興昌（台灣）)

生日：12月19日 血型：B型
身高／體重：183cm／70kg
家族構成：父・母・弟
埼玉縣立西浦高等學校　1年9組
應援團團長，是投手三橋青梅竹馬的好朋友，小時候一起住在「山岸庄」公寓的鄰居，常常一起打棒球。
中學時期參加學校棒球部，是外野手泉的前輩。因為罹患「小聯盟手肘」(俗稱「棒球肘」)，卻隱瞞運動傷害繼續打棒球，以致目前右手已無法伸直。
比三橋高一屆，去年因為打工賺取學費與生活費造成出席數不足而留級。基於和三橋的情誼與自身對棒球的熱愛而組織了應援團，並親自縫製了各種臂章及寫者「挑戰」的加油布條。
目前與三橋、田島、泉同班。
- 梅原圭介／うめはら けいすけ（CV：疋田高志）

生日：10月3日 血型：O型
身高／體重：177cm／63kg
家族構成：祖母‧父・母・妹
埼玉縣立西浦高等學校　2年9組
高一的時候，與濱田及梶山是同班同學，協助濱田組織棒球部的應援團。
- 梶山力／かじやま りき（CV：阪口周平）

生日：11月14日 血型：A型
身高／體重：180cm／67kg
家族構成：父・母・兄
埼玉縣立西浦高等學校　2年9組
高一的時候，與濱田及梅原是同班同學，和梅原一起協助濱田組織應援團。
- 友井紋乃／ともい あやの（CV：矢作紗友里）

生日：2月4日 血型：A型
身高／體重：154cm／46kg
家族構成：祖母‧父‧母‧姐
埼玉縣立西浦高等學校　1年7組
篠岡的友人。舞蹈團體「COPERNICUS」所屬。擅長Hip Hop與爵士舞。
- 小川美亞／小川美亜／おがわ みあ（CV：佐藤朱）

生日：7月19日 血型：B型
身高／體重：167cm／不明
家族構成：父・母・兄
埼玉縣立西浦高等學校　1年7組
篠岡的友人。舞蹈團體「COPERNICUS」所屬。擅長Hip Hop與Breaking。
- 深見智花／ふかみ ちか（CV：高本惠）

生日：6月24日 血型：O型
身高／體重：152cm／45kg
家族構成：父・母・姐‧弟
埼玉縣立西浦高等學校　2年3組
吹奏隊員，大太鼓擔當。擅長樂器為鋼琴與薩克斯風。
- 松田佳之／まつだ よしゆき（CV：細谷佳正）

生日：11月21日 血型：A型
身高／體重：170cm／57kg
家族構成：祖母‧父・母・兄
埼玉縣立西浦高等學校　2年4組
吹奏隊員，小號擔當。擅長樂器為鋼琴與小號。
- 野野宮祥子／野々宮祥子／ののみや しょうこ

生日：5月19日 血型：O型
身高／體重：160cm／51kg
家族構成：祖父・父・母
埼玉縣立西浦高等學校　1年5組
吹奏隊員，小號擔當。擅長樂器為鋼琴與上低音號。

### 父母會
- 三橋尚江（みはし なおえ）（CV：半場友惠 (日本)；林美秀 (台灣)）

投手三橋的母親，埼玉大學教育學部准教授年輕的時候與三橋的父親私奔結婚。在三橋小學二年級之前，一家三口住在「山岸庄」，中學時期則並未與之同住。
和三橋一樣，十分善良，他人所表達的善意總是能使其深受感動並銘記在心。夏季大會開幕式當天，與花井的母親商議組織「父母會」，提供各種棒球部需要的資源。
- 三橋玲一（みはし れいいち）（CV：三木真一郎)

投手三橋的父親，学校职员。性格温和。
- 花井菊江（はない きくえ）（CV：橘U子；劉凱寧 (台灣))

主將花井的母親。感受到花井在加入棒球部之後，中學時期不愛說話的個性大幅改變，在對百枝監督與志賀老師表示感激之餘，決定組織「父母會」，提供各種棒球部所需的資源。
和家中的三個孩子感情很好，為人也十分熱心，對棒球部的事務尤其投入。夏季大會期間，和其他父母會的成員分組到全縣各個球場為選手們拍攝其他學校比賽的錄影帶。
- 阿部美佐枝（あべ みさえ）（CV：湯屋敦子；錢欣郁 (台灣))

是捕手阿部的母親。夏季大會首戰對桐青高校，因為與阿部的弟弟比賽撞期，考慮到選手在中學時期能參與的大賽較少，因此決定前往爲阿部弟弟加油而沒有到場觀戰。
是專職的家庭主婦，做事嚴謹。和丈夫一樣很關心阿部兄弟的成長，也和花井的母親一樣有到現場看球的習慣。夏季大會期間的攝影工作兩人也是同一組。
- 阿部隆（あべ たかし）（CV：檀臣幸）

捕手阿部的父親。給排水設備会社社長。
- 阿部旬（あべ しゅん）（CV：梶裕貴）

捕手阿部的弟弟。
- 沖久美子（おき くみこ）（CV：恆松步）

一壘手沖一利的母親。
- 巢山英子（すやま えいこ）（CV：村井每早）

游擊手巢山尚治的母親。
- 田島美輪子（たじま みわこ）（CV：石塚理恵）

三壘手田島悠一郎的母親。
- 水谷きよえ（みずたに きよえ）（CV：森夏姫）

外野手水谷文貴的母親。
- 泉恵子（いずみ けいこ）（CV：木内レイコ）

外野手泉孝介的母親。
- 西廣かずみ（西広かずみ；にしひろ かずみ）

西廣辰太郎的母親。
- 篠岡悦子（しのおか えつこ）

棒球部經理篠岡千代的母親。

## 桐青高校相關人物
- 高瀨準太／たかせじゅんた（CV：杉山紀彰（日本）；吳文民（台灣））

生日：2月2日 血型：O型
身高／體重：177cm／69kg
家族構成：父、母、弟
桐青高校  2年4組
投手／右投・右打；背號10號
球種：直球、伸卡球、指叉球、滑球、Shoot ball
桐青高校棒球部的王牌投手，球速約130公里左右，變化球種很多，其中伸卡球為其最重要的決勝球。很信賴捕手河合。
在夏季大會首戰對決西浦高校，雖然因為他的投球動作被田島識破而讓對方如入無人之境般地發動多次盜壘成功，但他和河合也展現出良好的危機處理能力，讓西浦幾次攻佔得點圈卻無功而返，直至九局上半才在二出局二、三壘有跑者的情況下被田島技巧性地擊出清壘的二壘安打逆轉戰局，終場桐青以五比四一分飲恨，而高瀨也成為此役的敗戰投手。
多次因為三橋的犯傻和搞笑的表情而發笑導致被河合無奈地說‘給我差不多點，現在不是笑的時候吧。’
和利央及和己是國中就認識的朋友
頭上貌似有呆毛(?)
- 河合和己／かわいかずき（CV：花輪英司（日本）；劉傑（台灣））

生日：6月15日 血型：B型
身高／體重：180cm／78kg
家族構成：祖父、祖母、父、母、弟、妹
桐青高校  3年6組
捕手／右投・右打；背號2號
桐青高校棒球部的主將，是一位在配球、守備與打擊都有不錯表現的捕手，在棒球部當中最早發現三橋「直球」的異常之處。為人正直親切，領導能力強，因此深獲隊友，尤其是投手高瀨的信賴與尊敬，整個棒球部在他的帶領之下呈現出相當良好的氣氛；即使在引退之後，仍不時到棒球部指導並監督學弟練習。
在夏季大會敗北之後，爲了報答擔任美丞大狹山高校教練的學長仲澤呂佳，盡其所能地提供西浦高校棒球部的資料給美丞，做為他們對戰的參考。五回戰時到場觀戰，發現仲澤與捕手倉田違規於看台上交換暗號，賽後主動給予倉田勸戒。
學業方面的表現是棒球部所有選手當中最優秀的，將來的升學管道還未確定。
和利央及準太是國中就認識的朋友
- 仲澤利央／なかざわりおう（CV：宮野真守（日本）；何志威（台灣））

生日：11月7日 血型：O型
身高／體重：186cm／68kg
家族構成：父、母、兄
桐青高校  1年4組
捕手／右投‧右打；背號18號
桐青高校的後補捕手，主要在選手席負責為監督傳令的工作。
母親是歐洲和日本的混血兒，所以有1/4外國血統。
名字來源是父親的出生地，巴西的里約熱內盧。哥哥仲澤呂佳在美丞大狹山高校棒球部擔任教練。
賽後將對戰西浦的資料提供給哥哥，但是對於其在比賽過程中為求勝利的各種小動作不能認同也十分憂心。
和準太及和己是國中就認識的朋友
- 島崎慎吾（CV：日野聰（日本）；劉傑（台灣））

生日：9月21日 血型：A型
身高／體重：176cm／70kg
家族構成：父、母、兄
桐青高校  3年6組
二壘手／右投・右打；背號4號
夏季大會首戰擔任第三棒，阿部認為他是桐青最難對付的打者。
- 青木毅彦（CV：細井治）

生日：7月30日 血型：O型
身高／體重：178cm／67kg
家族構成：祖母、父、母、姊
桐青高校  2年8組
游擊手、三壘手(1年級)／右投・左打；背號14號
夏季大會首戰擔任第四棒，高一的那一年他跟隨學長打進甲子園。九局下半他在一出局一、三壘有跑者的時候所擊出的外野飛球被西浦高校的中外野手泉美技接殺，並策動一個8(中外野手泉)傳9(右外野手花井)傳2(捕手阿部)的雙殺守備，結束比賽。
- 真柴迅（CV：山本泰輔（日本）；何志威（台灣））

生日：9月19日 血型：AB型
身高／體重：171cm／65kg
家族構成：祖母、父、母、姉
桐青高校  1年6組
三壘手／右投・左打；背號17號
夏季大會首戰擔任第一棒，是今年唯一上場的高一學生，腳程很快。
- 山之井圭輔（CV：伊丸岡篤（日本）；吳文民（台灣））

生日：9月14日 血型：O型
身高／體重：172cm／64kg
家族構成：祖父、祖母、父、母、姊、妹
桐青高校  3年4組
中外野手／右投・右打；背號8號
夏季大會首戰擔任第八棒，總是瞇著眼睛。
- 本山裕史（CV：飯田浩志；蔣鐵城（台灣））

生日：6月2日 血型：A型
身高／體重：180cm／72kg
家族構成：父、母
桐青高校  3年4組
一壘手／左投・左打；背號3號
夏季大會首戰擔任第六棒。
- 松永雅也（CV：新垣樽助（日本）；蔣鐵城（台灣））

生日：8月21日 血型：O型
身高／體重：168cm／63kg
家族構成：祖父、祖母、父、母、兄
桐青高校  3年2組
左外野手／右投・右打；背號7號
夏季大會首戰擔任第二棒。
- 前川俊彦（CV：林勇）

生日：5月8日 血型：B型
身高／體重：169cm／71kg
家族構成：祖母、父、母、兄
桐青高校  3年1組
右外野手／右投・左打；背號9號
夏季大會首戰擔任第九棒。

## 崎玉高校相關人物
- 市原豊（いちはら ゆたか）（CV：小田久史（日本）；錢欣郁（台灣））

生日：5月2日 血型：O型
身高／體重：171cm／62kg
家族構成：祖父、父、母、弟
埼玉縣立崎玉高校  2年5組
投手、右外野手／左投・左打；背號1號
是崎玉高校棒球部的投手。夏季大會三回戰對戰西浦高校，身為投手的市原不僅要投球，同時也承擔著配球的任務，雖然在西浦的有效作戰之下，比賽一開始便處於落後的狀態，但其卻始終善盡投手的責任，冒著可能受傷的危險，以連續的螺旋球解決打者，最後仍以八比零敗北，在第七局提前結束比賽。
也是本作中第一位宣稱不想當投手的投手。
- 佐倉大地（さくら だいち）（CV：福原耕平（日本）；梁興昌（台灣）)

生日：10月9日 血型：B型
身高／體重：183cm／74kg
家族構成：祖父、父、母、兄、兄、兄、妹
埼玉縣立崎玉高校  1年6組
捕手、投手、右外野手／右投・右打；背號2號
崎玉高校棒球部的捕手。高中的時候因為學校沒有足球部因而改參加棒球部。
雖然是高一，卻有著將近百分之百的打擊率。夏季大會二回戰對戰岩槻西高校，個人不但四個打數擊出三支安打，最後更以再見全壘打帶領崎玉高校於延長的第十局勝出，打進三回戰。西浦高校的捕手阿部在看完這場比賽之後提議於必要時整場比賽都對其祭出保送的策略。
雖然是捕手，佐倉始終無法記住投手習慣的配球模式，自己又不擅長配球，因此投手市原認為其尚不夠可靠。臂力很好，牽制的次數較一般捕手為多，
- 小山大樹（おやま ひろき）（CV：藤原勝也（日本）；劉凱寧（台灣））

生日：7月18日 血型：A型
身高／體重：168cm／65kg
家族構成：祖父、祖母、父、母、兄
埼玉縣立崎玉高校  3年1組
游擊手／右投・右打；背號6號
崎玉高校棒球部的主將。崎玉唯一的三年級生。通稱「タイさん」。
棒球部的實際指揮官。三回戰對戰西浦高校後，在回去的電車上意外與西浦棒球隊一同搭乘並提出了練習比賽的邀約。

## 美丞大狹山高校相關人物
- 滝井朋也（たきい ともや）（CV：伊藤健太郎（日本））

美丞大狹山高校棒球部監督。中學時參加桐青高校中學部的軟式棒球部，原本是備受期待的投手，卻因為右邊肩膀受傷導致無法繼續投球，只好放棄入讀桐青高校而進入美丞，並以棒球部經理的身分延續自己的棒球生涯，畢業後以教練的身分續留球隊，並希望能持續於美丞大學任職。
於原任監督退休後升任監督，並邀請昔日好友仲澤呂佳擔任教練，今年以進入前八強為目標。
曾經邀請攻守俱佳的西浦高校三壘手田島入讀該校，但被拒絕。
- 仲澤呂佳（仲沢呂佳/なかざわ ろか）（CV：濱田賢二（日本））

美丞大狹山高校棒球部教練。與好友滝井同是桐青高校中學部軟式棒球部的選手，畢業後升上高等部。
高校三年級，抱著與美丞對決並打進甲子園的雄心的仲澤與桐青高校，卻在首戰敗北，賽後呂佳原有意在棒球界消失，卻因為滝井的邀請，成為美丞的教練。
求勝心十分強烈，仲澤不但於五回戰賽前仔細解讀西浦高校捕手阿部的配球，勸說滝井將捕手由宮田直正換成倉田岳史，甚至違規在看台上以暗號給予倉田各種指示，即使受到桐青高校主將河合的質疑也不為所動。
名字來源是雙親在新婚旅行之地，葡萄牙的羅卡角（ロカ岬）。
- 和田誠（わだ まこと）（CV：肥後マコト（日本））

生日：8月11日 血型：B型
身高／體重：179cm／81kg
家族構成：祖母・父・母・姊・妹
美丞大狹山高校 3年2組。
中外野手／右投左打／背號8號
美丞大狹山高校在五回戰中的第四棒，分別在第一及第九局從從西浦高校投手三橋廉手中擊出兩分打點及三分打點全壘打，為美丞在此役奠定勝基。
- 倉田岳史（くらた たけし）（CV：樋口智透（日本））

生日：10月4日 血型：O型
身高／體重：176cm／72kg
家族構成：祖母・父・母・弟
美丞大狹山高校 3年1組
捕手／右投右打／背號2號
美丞大狹山高校三回戰及五回戰的先發捕手。不論在傳球臂力、配球及引導的功力皆遜於宮田直正，但在五回戰之前，仍被監督排上先發，打第八棒。
教練仲澤呂佳部不只一次授意其進行本壘前的衝撞，屢屢造成對方選手輕重不等的傷害，倉田本人在五回戰前決定為了報答父母對其在棒球方面的栽培，決定最後一次配合教練指示行動。
五回戰七局上半，本人擊出二壘安打上壘後，靠隊友短打推進至三壘，在打者擊出內野滾地球要奔回本壘得分時，與為了要接一壘手回傳球的西浦捕手阿部發生衝撞，導致其提前傷退，倉田本人手腕也被釘鞋踩到而受傷，但仍能繼續比賽。即使本次衝撞非出於故意，但是賽後仍決定不繼續打棒球，並苦勸教練不要再讓學弟從事同樣的行為。
- 矢野淳（矢野 淳（やの あつし））（CV：阿部敦（日本））

生日：7月3日 血型：O型
身高／體重：177cm／69kg
家族構成：祖父・祖母・父・母・弟
美丞大狹山高校 3年1組
二壘手／右投左打／背號4號
美丞大狹山高校在五回戰中的第三棒。
- 宮田直正（みやた なおまさ）

右外野手、捕手／右投右打／背號9號
原為美丞大狹山高校正捕手，但在三回戰及五回戰時為倉田所取代，擔任右外野手。
傳球臂力很好，能從外野球直接回傳本壘，擔任捕手時在引導及配球方面的表現也受到監督肯定。
- 竹之内善斗（たけのうち よしと）

投手、左外野手／右投右打／背號1號
美丞大狹山高校五回戰的先發投手。球種有直球、滑球、變速球及Shoot ball等，主投前三局，並在九局上半再度登板後援。
- 鹿島匠（かしま たくみ）

投手／右投右打／背號10號
美丞大狹山高校五回戰的中繼投手。四局下半上場中繼，球種以直球為主，球速在130公里左右，主要的變化球為滑球。
球速快但控球不佳，西浦高校在其主投的四局當中一度將比數追近至五比四。
- 齋藤優（斎藤 優（さいとう ゆう））

投手／左投／背號11號
美丞大狹山高校的第三位投手。在美丞大狹山高校五回戰時因左肩狀況不好且考量到往後的日程並未上場。

## 武藏野第一高校相關人物
- 榛名元希／はるなもとき（CV：松風雅也（日本）；林谷珍／梁興昌（台灣））

生日：5月24日 血型：AB型
身高／體重：182cm／75kg
家族構成：父、母、姊
武藏野第一高等學校　2年B組
投手、右外野手／左投・左打；背號10號
球種：快速直球、滑球、切球、伸卡球
武藏野第一高校的投手。中學時期最初加入學校棒球部，因為監督的過度使用導致膝蓋半月板受傷，經過二個月的治療雖然痊癒卻被冷落，忿忿不平的他一度想放棄棒球，於是隊友鼓勵他進入SENIOR聯盟。在那裡，他與小一屆的捕手阿部隆也搭檔，因為部分觀念上的看法分歧而時有衝突，雖然阿部稱他是「最差勁的投手」，但仍與之搭檔至引退，加上監督及隊友的包容，在這段期間，榛名逐漸找回對棒球的熱情。進入武藏野第一之後，他練習時的嚴謹與不輕言放棄的態度感染了主將大河及其他隊友，使他們更積極地投入訓練，並勇於面對每一場比賽。
SENIOR時期的控球不好，三振與保送的比例幾乎是1:1，這種狀況到高校時期已經有改善，保送明顯減少。球速很快，據報載約144公里，連高三捕手都無法確實接捕，加上左投的優勢，對手在他投球之下打擊幾乎完全受到壓制，更遑論得分。由於榛名在投手丘上的優異表現，即使僅以後援投手的身分上場，仍然使原本在高中棒球界默默無名的武藏野第一高校一躍成為今年夏季大會的C種子校。
以成為職棒選手為目標，由於中學時期受傷的經歷，使他相當保護自己的左手，嚴格限制自己一天的投球數不超過80球，即使是比賽的關鍵時刻也不例外，此為他與阿部常起衝突的主因。無論是在SENIOR或武藏野第一，各項比賽均在第四局以後援身分上場。
由於驚人的球速與在投手丘上所展現的霸氣，使三橋非常崇拜他，相對也使其對曾與之搭檔的阿部更加敬畏。
夏季大會半準決勝對決春日部市立高校，在先發加具山僅投二又三分之一局失三分的情形下，提前於第三局登板，突破個人80球的投球限制，力投至延長的第十一局。期間除了在第十局由第四棒高橋擊出陽春全壘打之外，春日部市立的攻勢幾乎完全被壓制。榛名此役不論是投球、打擊及守備方面都表現精采，個人更在第十一局擊出陽春全壘打幫助球隊以五比四逆轉擊敗春日部市立高校，打進埼玉縣大會前四強。
準決勝戰對上ARC學園高校，首度先發，第一局因為捕手配球失當而責失三分，在主動要求更換捕手為秋丸之後，以自行配球的方式有效壓制對方打者，但在比賽進入中段戰後仍因為球速下降而遭到對方以綿密安打攻擊，加上隊友幾次有形或無形的失誤，終場以十一比四提前於第八局結束比賽，但其表現仍然獲得對方監督的讚賞。賽後為自己在SENIOR時期的任性表現向阿部致歉並感謝他的搭檔，讓自己的低潮期只有一年。
是本作動畫版特別篇「基本中的基本」的主角，故事的時間是榛名高校一年級秋天的時候。
- 秋丸恭平／あきまるきょうへい（CV：石井真（日本）；林美秀（台灣））

生日：3月12日 血型：O型
身高／體重：176cm／67kg
家族構成：父、母、姊(兩位)
武藏野第一高等學校　2年A組
捕手／右投・右打；背號12號
武藏野第一高校棒球部的候補捕手，和榛名畢業自同一個中學，同時也是棒球部的隊友，從小和榛名一起練習讓他能輕易辨識榛名即將投出的球路為何。他們也是武藏野第一唯二的二年級球員。
為人親切溫和，會適時指出榛名的缺點。因為知道他的心路歷程，所以心中默默感謝著在SENIOR時期全力與他搭檔的阿部。
夏季大會準決勝戰中，因為正捕手町田配球失當，導致比賽一開始武藏野第一高校便處於三分落後，在榛名主動要求下替補上場，打第九棒。秋丸的守備能力不足，打擊亦沒有建樹，配球的工作更完全由榛名負責，因此在比賽進入後段戰之後，榛名再次要求將捕手換回町田。
- 加具山直人／かぐやまなおと（CV：古島清孝（日本）；何志威（台灣））

生日：1月3日 血型：A型
身高／體重：170cm／62kg
家族構成：祖母、父、母、兄、妹
武藏野第一高等學校　3年C組
投手、右外野手／右投・右打；背號1號
武藏野第一高校棒球部的投手。是本作動畫版特別篇「基本中的基本」的第二主角。故事發生在加具山二年級的時候，榛名以他過去的經歷加上靈機應變地發動50公尺賽跑，重燃他對棒球的熱情，也間接激發武藏野第一全員的向心力及鬥志。
球速約120公里左右，比賽的時候主投前三局，第四局之後由榛名登板後援。
夏季大會半準決勝對上春日部市立高校，雖然球速較去年快10公里，控球也較為精準，但仍然無法壓制對方打者，主投二又三分之一局責失三分退場，武藏野第一高校在延長賽中逆轉獲勝，加具山無關勝負，此為他高校棒球生涯中最後一次以投手身分出賽。

## 三星學園相關人物
- （CV：大須賀純（日本）；林谷珍／石采薇（台灣））[14]

生日：7月12日 血型：B型
身高／體重：169cm／54kg
家族構成：祖母、父、母、弟
三星學園高等部　 1年蔦組
投手／右投・右打 ；背號19號
球種：快速直球、指叉球(大指叉與小指叉兩種)、變速球
三星學園高等部棒球部的投手，雖然是一年級，卻已經是正選選手，夏季大會群馬縣大會首戰，他在第七局登板後援。
阿部目測他的球速約120公里，認為他「球速及格、控球不錯，又不會拒絕捕手的引導，是一個好投手」。主要以指叉球作為對決球。是三橋內心憧憬的「好投手」的典型之一。
小時候常和三橋一起打棒球，進入三星學園中等部的棒球部之後，獨排眾議認同三橋的實力，在三橋因為中學三年一勝難求，加上隊友的排擠而決定不直升高等部且有意放棄棒球的時候，他力勸三橋繼續打棒球。在西浦對三星的練習比賽之後，三橋的實力獲得前隊友的肯定，在邀請三橋歸隊未果之後，叶也立志成為球隊的中心。
與西浦高校相同，夏季大會亦止於十六強，賽後將自己想取得甲子園優勝的目標以手機簡訊告訴三橋。
與三橋的關係非常友好，喜歡跟三橋相處。
- 畠篤史（はたけ あつし）（CV：大畑伸太郎（日本）；何志威／蔣鐵城（台灣）)

生日：8月9日 血型：O型
身高／體重：179cm／82kg
家族構成：祖父、祖母、父、母、兄
三星學園高等部　 1年蔦組
捕手／右投・右打
三星學園棒球部捕手(非正選選手)。中學棒球部時期的正捕手，認同叶的實力，為使其能成為王牌，因此在隊伍當中釋放了「三橋是靠關係當上王牌」的訊息，比賽中不願引導三橋，以致三橋中學時期屢戰履敗，造成他對自己完全沒有自信。在對西浦的練習比賽輸球之後，雖然自己從三橋手中擊出全壘打，卻也肯定他的實力，並對中學時期的不愉快表示歉意。
百枝監督和阿部都認為他的配球比較單調，但是仍然對打者有一定的壓制力。接指叉球的能力不太好，以致叶投球時無法將球握得更深。
- 織田裕行（おだ ひろゆき）（CV：福山潤（日本）；劉傑／梁興昌（台灣）)

生日：2月21日 血型：O型
身高／體重：186cm／80kg
家族構成：母、妹
三星學園高等部　 1年蔦組
一壘手／右投・右打
在對西浦的練習比賽中擔任第四棒，是一位具有長打能力的強打者，他打下三星這場比賽的第一分打點。
是球技與心態都很成熟的打者，此役中，織田不但適時化解隊友間的衝突，也給予投手丘上的叶相當的支持。
和西浦的練習賽結束後，也認同了三橋的實力不是靠關係。
說話有日本關西地區的口音。
- 三橋瑠里（CV：井上麻里奈）

生日：6月26日  血型：A型
身高／體重：152cm／40kg
家族構成：祖父、祖母，父、母、弟（琉。中等部1年級）
三星學園高等部　 1年松組
三橋的表妹，與他同年，和三星學園的高一投手叶是對門的鄰居。中學時期的三橋與瑠里一家同住，她暱稱三橋「廉廉」。
夏季大會首戰，她特地從群馬縣趕到埼玉為三橋加油。

## 附註
1. ↑  日文：シュート、Shuuto，因為中文並未有統一譯名，有使用噴球、噴射球、內飄球者，亦有直依稱其日文發音為「咻抖球」，故列出原文名稱，ANIMAX使用的是「噴射球」譯名。
2. ↑  漫畫第二話(動畫版第一部第一話)
3. ↑  在漫畫單行本第三卷（中文）的附錄當中，作者提到，阿部的原名為「阿部伸之介」。當她為本作收集資料的同時，有一次在收看高中棒球比賽的轉播，發現一位表現十分出色的選手名為「阿部慎之助」，與她所設定的捕手不但名字的讀法相同，表現也一樣優秀，為此感到十分興奮。未料本作開始連載之前，阿部選手已經成為日本職棒讀賣巨人隊的捕手，為避免與真實人物的名字產生混淆，因此就把阿部的名字改成「隆也」。
4. ↑  又稱「裁定比賽」(Called Game )，在棒球比賽當中，有下列情形，比賽不須完成九局即可成立：(1)當比賽進行完五局因雨或停電等其他不可抗拒因素而被迫停止比賽時，由裁判根據規則裁定領先方勝利而終止比賽；(2)比賽中若兩隊得分比數相差10分，五局（含）以上相差7分時，及截止比賽(即俗稱的「扣倒」)。在夏季大會初戰(金工，西浦對桐青的比賽，七局結束後裁判集合討論即是(1)的情況；另外參加群馬縣大會的三星學園，則屬於(2)的情形。另外，(2)僅適用於業餘或國際性的比賽，一般的職業比賽仍需賽完九局。
5. ↑  中文一般通稱隊長，但由於日本的高中棒球，各校的參賽隊伍皆是社團形式，亦即所謂「棒球部(社)」，並非刻意組成的「校隊」，主將的意義等同於社團的「社長」，為了能忠實呈現日本高中棒球的發展現況，故採用原文名稱。
6. ↑  在長鴻出版社翻譯的中文版漫畫當中所使用的翻譯是「膠原蛋白」(英文原名collagen)，但ANIMAX則譯為蛋白質(英文原名protein)由於原文中百枝似乎是使用後者，故採用「蛋白質」這個譯名。
7. ↑  包含在漫畫57話，針對隊長花井等人的自主練習宣言立刻提出改進見解；漫畫58、59話中也能針對因負傷有幾天沒近距離互動的三橋阿部投捕搭檔預先準備好訓練項目指示以及創造機會給兩人互動，一同看醫生復健複檢、共同研究營養均衡以及負責實際的早餐製備。
8. ↑  漫畫58、59話。
9. ↑  漫畫60話。
10. ↑  漫畫57話。
11. ↑  漫畫第59話。
12. ↑  漫畫第56話。
13. ↑  日本大學教師職階為教授、准教授、講師、助教及助守(詳情請鍵日文維基的相關詞條解說)。作者設定三橋尚江於廉四歲時獲此職務。
14. ↑  關於「叶」這個姓氏，各方翻譯有所不同，有的是用原本的寫法，有的當成大陸簡體字而翻譯為「葉」，但是實際上這個字在日文中意思是「實現」，因此ANIMAX在本動畫中使用的雖然是「葉」的翻譯，但在同電視台播出的另外一部動畫「剽悍射將(Wild Striker)」中的男主角叶恭介卻翻譯為「實恭介」。